# Зоран Милекић
Зоран Милекић (1955) српски је политичар. Био је председник општине Кучево од 2004. до 2016. године, а у Народној скупштини Србије од 2014. године као посланик Српске напредне странке.

## Биографија
Милекић је по струци грађевински техничар. Живи у Кучеву.
Милекић је своју политичку каријеру започео као члан Српске радикалне странке али се придружио СНС након раскола у странци 2008. Постао је председник општине Кучево непосредним изборима 2004. године, а на функцију је враћен након избора за Скупштину општине 2008. и 2012. године. Од 2018. године наставља да обавља функцију посланика у Скупштини општине Кучево.
Милекић је заузео 103. место на изборној листи Напредне странке Александар Вучић — Будућност у коју верујемо на парламентарним изборима 2014. године и изабран је када је листа убедљиво победила са освојених 158 од 250 мандата. Исту функцију добио је на изборима 2016. и поново је изабран када је листа освојила другу узастопну већину са 131 мандатом.